# بیونه
بایه بوزار (به عربی: باية بوزار) و با نام مستعار بیونه، یک بازیگر، رقصنده و خواننده الجزایری است. وی در ۱۳ سپتامبر ۱۹۵۲ متولد شده و بیشتر فعالیت او در موسیقی مربوط به سبک پاپ می‌باشد. بایه مدتی به عنوان رقصنده در کلاب‌ها و گروه‌های مختلف فعالیت داشته‌است. او در حال حاضر بازنشسته شده و دست از فعالیت‌های هنری کشیده‌است.

## معروفیت
بیونه در سن ۱۷ سالگی در برخی از کاباره‌های کشور الجزایر مشغول خواندن شد و رفته رفته به بدنه اصلی هنرمندان این کشور متصل شد.
اولین کار او به عنوان بازیگر، در اثری از محمد دیاب نویسنده مشهور این کشور بود که باعث شهرتش شد.
بیونه در سال ۲۰۰۲ با بازی در یک فیلم مناسبتی ویژه ماه رمضان در بین مسلمانان به محبوبیت رسید.
بایه بوزار تا به حال دو آلبوم موسیقی روانه بازار کرده‌است که اولین آلبوم آن با نام رادیونز در سال ۲۰۰۱ با استقبال علاقمندانش همراه بود.
کیفیت کار او در حرفه بازیگری پایین‌تر از موسیقی و رقص بوده‌است، با این حال حضور در فستیوال‌های جهانی توانسته بار هنری اش را در الجزایر سنگین کند.
از معروفترین آثار وی در زمینه بازیگری می‌توان به فیلم سینمایی تعطیلات اشاره کرد.

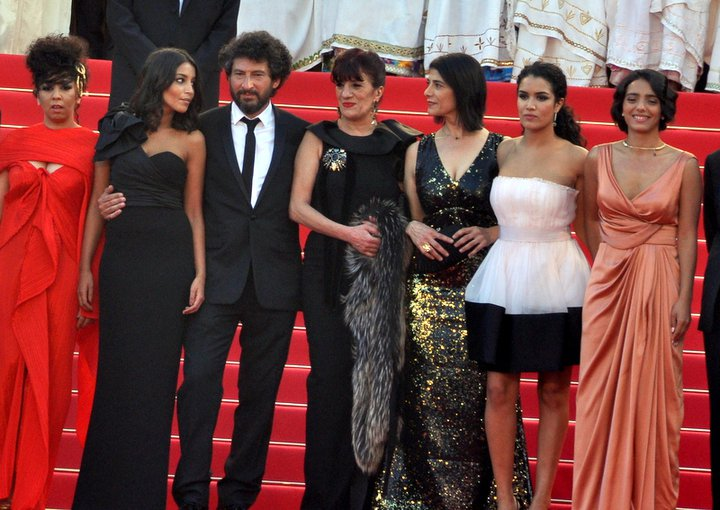
بایو در فستیوال فیلم کن